# Francisco de Sandoval y Padilla
Francisco de Sandoval y Rojas (Madrid, julio de 1598-13 de noviembre de 1635), duque de Cea, y II duque de Lerma, fue un noble español, hijo primogénito de Cristóbal Gómez de Sandoval, I duque de Uceda y valido del rey Felipe III; y nieto primogénito de Francisco de Sandoval y Rojas, duque de Lerma, padre del anterior y predecesor en el valimiento de Felipe III.

## Biografía
Fue hijo del matrimonio formado por Cristóbal Gómez de Sandoval, hijo del entonces marqués de Denia Francisco Gómez de Sandoval; y Mariana Manrique de Padilla, hija de Martín de Padilla, I conde de Santa Gadea, Adelantado mayor de Castilla y Luisa Manrique de Lara, VIII condesa de Buendía. De entre los seis hermanos que tuvo, solo dos llegaron a la edad adulta:
- Luisa Gómez de Sandoval-Rojas y Padilla que casaría con su primo con Juan Alonso Enríquez de Cabrera, IX almirante de Castilla y duque de Medina de Rioseco.
- Isabel Gómez de Sandoval-Rojas y Padilla casado con Juan Téllez Girón, IV duque de Osuna, marqués de Peñafiel y conde de Ureña.

Felipe III le hizo merced de la encomienda de Bolaños en la orden de Calatrava en 1603, siendole concedida la dispensa por Clemente VIII en 20 de mayo de ese año. Fue su ayo Hontanillas, después implicado en un escándalo referente a una serie de billetes intercambiados con otro criado del duque de Lerma, Salcedo.
El 20 de noviembre de 1612 contrajo matrimonio con Feliche Enríquez de Cabrera y Colonna (1594-1676) en el Real Alcázar de Madrid. Feliche era hija de Luis Enríquez de Cabrera, IV duque de Medina de Rioseco y Vittoria Colonna.

En 1629 pasó a servir en el Ejército del ducado de Milán, sirviendo en el tercio de Saboya. Con esta unidad participó en la Guerra de la Sucesión de Mantua, tomando parte en operaciones como el sitio de Casal. Álvarez y Baena cuenta que en este último episodio bélico fue protegido por una reliquia de la Corona de Espinas de Cristo, de su mayorazgo, que llevaba al pecho. Cuenta Álvarez que esta reliquia:
quedó bien acreditada en esta ocasión, ya que aunque el duque recibió un «mosquetazo de muy cerca, no quebró ni aun el cristal, dejándole solamente acardenalado el pecho sin otra lesión»
Después pasó a servir en Flandes donde moriría en 1635. Fue enterrado en el convento dominico de San Pablo en Valladolid, que estaba bajo su patronazgo.

Lope de Vega le dedicó una silva, recogida en su Laurel de Apolo:
Pues que laurel pretenderá la pluma del duque excelentísimo de Lerma,
que en la parte más frígida y más yerma de tu principio, no los ponga iguales
a los de Apolo Délfico inmortales,
más libres del olvido entre sus hielos, que en Beocia Tegira, y Cinto en Delos.

## Matrimonio y descendencia
De su matrimonio con Feliche Enríquez de Cabrera y Colonna tuvo cuatro hijos:
1. Cristóbal (1615 - c. 1620)
2. Mariana, III duquesa de Lerma (1614 - 1651), casada en Luis Ramón de Aragón Folc de Cardona y Córdoba (1608-1670), VI duque de Segorbe, con descendencia.
3. Antonia, III duquesa de Uceda (? - 1636)
4. Feliche, IV duquesa de Uceda (? - 1671) casada con Gaspar Téllez-Girón y Sandoval (1625-1694, V duque de Osuna (1625 - 1694), con sucesión.

### Individuales
1. ↑  Salazar y Castro, Luis de (1716). Indice De Las Glorias De La Casa Farnese, O Resumen De Las Heroycas Acciones De Sus Principes, Que Consagra A La Augusta Reyna De Las Espanas Dona Isabel Farnese ... Con Licencia. p. 358. Consultado el 3 de abril de 2023.
2. ↑  Valladares, 2016, p. 305.
3. ↑  Cabrera de Córdoba, Luis (9 de febrero de 2022). Relaciones de las cosas sucedidas en la còrte de España. p. 508. ISBN 978-3-7524-8819-7. Consultado el 3 de mayo de 2023.
4. ↑  Peraita Huerta, Carmen (19 de junio de 2018). «Apacible brevedad de los renglones, abreviada vida de monarcas: Ana de Castro Egas, Francisco de Quevedo y la escritura del panegírico regio». La Perinola: 151-170. ISSN 2254-6359. doi:10.15581/017.9.28033. Consultado el 4 de abril de 2023.
5. ↑  Félix de Vega y Carpio, Lope (1630). «Silva Sexta».  En Iuan Gonçalez [Juan González], ed. Laurel de Apolo, con otras rimas. Madrid. pp. 52v. Consultado el 4 de abril de 2023.
6. ↑  «Feliche Enríquez de Cabrera y Colonna». Fundación Casa Ducal de Medinaceli. 2012.